# Speedway of Nations 2020
Speedway of Nations 2020 – 3. edycja Speedway of Nations – zawodów żużlowych organizowanych przez Międzynarodową Federację Motocyklową. Turniej jest kontynuacją Drużynowych mistrzostw świata. Z powodu pandemii covid-19 odwołane zostały półfinały, a do finału zaproszono siedem najlepszych zespołów z poprzedniej edycji. Z turnieju wycofała się jednak reprezentacja Niemiec, którą zastąpiła reprezentacja Czech. Początkowo zawody miały odbyć się 24 i 25 października w Manchesterze, zostały jednak przeniesione do Lublina na 16 i 17 października.
Aby nie dochodziło do remisów w pojedynczych biegach, zmienione zostały zasady punktacji. Za pierwsze miejsce zawodnika w danym wyścigu przyznawano 4 punkty, za drugie miejsce 3, za trzecie miejsce 2. Czwarty zawodnik tak jak do tej pory kończył wyścig bez punktów. Pozostałe zasady były takie same jak w poprzednich edycjach.
Złoto po raz trzeci z kolei zdobyła reprezentacja Rosji, srebro reprezentacja Polski, a brąz reprezentacja Danii.

## Finał

### Runda pierwsza
- Lublin (Stadion MOSiR Bystrzyca w Lublinie), 16 października 2020

Pierwszy finał został odwołany z powodu niekorzystnych warunków pogodowych. Nie przełożono go na inny termin, zatem mistrza świata wyłoniono podczas jednodniowej rywalizacji 17 października.

### Runda druga
- Lublin (Stadion MOSiR Bystrzyca w Lublinie), 17 października 2020

Początkowo organizacja zawodów również stała pod znakiem zapytania, ostatecznie doszły jednak do skutku. Po upadku z udziałem Fredrika Lindgrena, Szymona Woźniaka i Olivera Berntzona w 15. biegu zdecydowano się przerwać zawody. Wyniki 15. biegu anulowano, natomiast pozostałe zaliczono i na ich podstawie stworzono klasyfikację końcową.
| Miejsce | Kraj            | Suma | Zawodnicy                                                      | Pkt.   | Pkt bieg.                     |
| ------- | --------------- | ---- | -------------------------------------------------------------- | ------ | ----------------------------- |
| 1.      | Rosja           | 23   | 1) Emil Sajfutdinow (2) Artiom Łaguta (3) Jewgienij Sajdullin  | 15 8 – | (4,4,3,4) (3,3,2,0) ns        |
| 2.      | Polska          | 23   | (1) Bartosz Zmarzlik (2) Szymon Woźniak (3) Dominik Kubera     | 15 8 – | (4,3,4,4) (2,4,0,2) ns        |
| 3.      | Dania           | 19   | (1) Leon Madsen (2) Anders Thomsen (3) Marcus Birkemose        | 10 4 5 | (0,4,2,4) (2,2,-,-) (3,2)     |
| 4.      | Szwecja         | 19   | (1) Fredrik Lindgren (2) Oliver Berntzon (3) Alexander Woentin | 14 5 – | (3,3,4,4) (0,2,0,3) ns        |
| 5.      | Australia       | 17   | (1) Jason Doyle (2) Max Fricke (3) Jaimon Lidsey               | 5 12 0 | (2,t,-,3) (4,3,3,2) (0)       |
| 6.      | Wielka Brytania | 12   | (1) Robert Lambert (2) Drew Kemp (3) Daniel Bewley             | 6 0 6  | (t,2,4,t) (-,-,-,-) (3,0,3,w) |
| 7.      | Czechy          | 11   | (1) Václav Milík (2) Eduard Krčmář (3) Petr Chlupáč            | 11 0   | (2,4,2,3) (0,d,-,0) (0)       |

## Kontrowersje
Zaliczenie wyników w sytuacji, w której każda reprezentacja nie startowała przeciw każdej oraz samo rozgrywanie zawodów w trudnych warunkach, było szeroko krytykowane przez ekspertów, zwłaszcza w Polsce.